# Sonic the Hedgehog (jeu vidéo, 1991, version 8 bits)
Pour les articles homonymes, voir Sonic the Hedgehog.
Cet article concerne la version 8 bits. Pour la version 16 bits, voir Sonic the Hedgehog (jeu vidéo, 1991, version 16 bits). Pour le jeu de 2006, voir Sonic the Hedgehog (jeu vidéo, 2006).
Sonic the Hedgehog est un jeu vidéo de plates-formes de la série Sonic the Hedgehog développé par Ancient et édité par Sega en 1991 sur Master System et Game Gear. C'est une adaptation du premier jeu de la série, Sonic the Hedgehog sorti sur Mega Drive en 1991, très fidèle au concept initié, dans un jeu original mais au gameplay très simplifié en raison des limitations techniques des plates-formes, par rapport à la version originale.
Le jeu est présent dans la compilation Sonic Origins Plus sortie en 2023 sur PlayStation 4, PlayStation 5, Xbox One, Xbox Series, Nintendo Switch et PC.

## Système de jeu
Sonic the Hedgehog est un jeu de plates-formes en 2D. Le joueur contrôle Sonic, un hérisson bleu très rapide.

## Les Niveaux
Les niveaux sont différents entre la version Mega Drive et la version Master Systeme et Game Gear

-Green Hill Zone : Une zone de colline verte, simple à parcourir et très linaire, et des ajouts s'y implantent par rapport à la version Mega Drive, comme le fait que dans l'act 2 nous tombons dans les souterrains.
-Bridge Zone : Une zone comme son nom l'indique, c'est un pont (plusieurs) qui relie Green Hill Zone à la jungle. Cette zone a une particularité innovante lors de l'act 2, en effet l'écran s'avance tout seul, ce qui accentue légèrement la difficulté.
-Jungle Zone : Se situe au milieu de l'île de South Island, c'est simplement une zone rappelant la jungle d'Afrique avec des arbres très longs. Ce qui est étonnant, est un ajout dans l'act 2 de cette zone, en effet, premièrement le scrolling et vertical, et en plus nous ne pouvons pas redescendre, sous peine de perdre une vie.
-Labyrinthe Zone : Une zone se situant sous-terre, elle est issue de la version originale sortie sur Mega Drive, mais la musique de ce niveau reste différente, mais l'esthétique reste très similaire.
-Scrap Brain Zone : C'est l'énorme cité (et base) du terrible Docteur Robotnik, ici la Zone est aussi issue du jeu Mega Drive, mais l'esthétique n'y ressemble pas trop, et l'ost est différente.
-Sky Base Zone : Il se situe dans le ciel, car Sonic poursuit le Docteur Robotnik, qui voulait aller dans son dirigeable géant rouge. Les trois act sont différents, le premier se passe dans les pics les plus hauts de l'île, le deuxième se passe à l'extérieur du dirigeable car Sonic a pu l'atteindre, et l'act 3 est la bataille finale entre Sonic et le Docteur Robotnik.

## Accueil
- GamePro : Master System 22/25[1], 24/25[2]
- ACE : 4/4[3]